# Strzelectwo na Letnich Igrzyskach Olimpijskich 2024
Strzelectwo na XXXIII Letnich Igrzyskach Olimpijskich rozgrywane było od 27 lipca do 5 sierpnia 2024 roku w Centre national de tir sportif w Châteauroux. W porównaniu do poprzednich igrzysk nastąpiła zmiana w rozgrywanych konkurencjach – zamiast rywalizacji drużyn mieszanych w trapie, została rozegrana rywalizacja drużyn mieszanych w skeecie. W zawodach strzeleckich wystartowało 340 zawodników (170 mężczyzn i 170 kobiet).

## Medaliści

### Mężczyźni
| Konkurencja                                           | Złoto           | Srebro                | Brąz             |
| Karabin pneumatyczny, 10 m (szczegóły)                | Sheng Lihao     | Victor Lindgren       | Miran Maričić    |
| Karabin małokalibrowy, trzy postawy, 50 m (szczegóły) | Liu Yukun       | Serhij Kulisz         | Swapnil Kusale   |
| Pistolet pneumatyczny, 10 m (szczegóły)               | Xie Yu          | Federico Nilo Maldini | Paolo Monna      |
| Pistolet szybkostrzelny, 25 m (szczegóły)             | Li Yuehong      | Cho Yeong-jae         | Wang Xinjie      |
| Skeet (szczegóły)                                     | Vincent Hancock | Conner Prince         | Lee Meng-yuan    |
| Trap (szczegóły)                                      | Nathan Hales    | Qi Ying               | Jean Pierre Brol |

### Kobiety
| Konkurencja                                           | Złoto              | Srebro               | Brąz           |
| Karabin pneumatyczny, 10 m (szczegóły)                | Ban Hiojin         | Huang Yuting         | Audrey Gogniat |
| Karabin małokalibrowy, trzy postawy, 50 m (szczegóły) | Chiara Leone       | Sagen Maddalena      | Zhang Qiongyue |
| Pistolet pneumatyczny, 10 m (szczegóły)               | Oh Ye Jin          | Kim Ye-ji            | Manu Bhaker    |
| Pistolet sportowy, 25 m (szczegóły)                   | Yang Ji-in         | Camille Jedrzejewski | Veronika Major |
| Skeet (szczegóły)                                     | Francisca Crovetto | Amber Rutter         | Austen Smith   |
| Trap (szczegóły)                                      | Adriana Ruano      | Silvana Stanco       | Penny Smith    |

### Mikst
| Konkurencja                             | Złoto                                   | Srebro                                           | Brąz                                     |
| Karabin pneumatyczny, 10 m (szczegóły)  | Chiny Huang Yuting · Sheng Lihao        | Korea Południowa Keum Ji-Hyeon · Park Ha-Jun     | Kazachstan Isłam Satpajew · Alexandra Le |
| Pistolet pneumatyczny, 10 m (szczegóły) | Serbia Zorana Arunović · Damir Mikec    | Turcja Yusuf Dikeç · Şevval İlayda Tarhan        | Indie Sarabjot Singh · Manu Bhaker       |
| Skeet (szczegóły)                       | Włochy Diana Bacosi · Gabriele Rossetti | Stany Zjednoczone Austen Smith · Vincent Hancock | Chiny Jiang Yiting · Lyu Jianlin         |

## Tabela medalowa
| Miejsce | Państwo                  | Złoto | Srebro | Brąz | Razem |
| 1       | Chińska Republika Ludowa | 5     | 2      | 3    | 10    |
| 2       | Korea Południowa         | 3     | 3      | 0    | 6     |
| 3       | Stany Zjednoczone        | 1     | 3      | 1    | 5     |
| 4       | Włochy                   | 1     | 2      | 1    | 4     |
| 5       | Wielka Brytania          | 1     | 1      | 0    | 2     |
| 6       | Gwatemala                | 1     | 0      | 1    | 2     |
| 6       | Szwajcaria               | 1     | 0      | 1    | 2     |
| 8       | Chile                    | 1     | 0      | 0    | 1     |
| 8       | Serbia                   | 1     | 0      | 0    | 1     |
| 10      | Francja                  | 0     | 1      | 0    | 1     |
| 10      | Szwecja                  | 0     | 1      | 0    | 1     |
| 10      | Turcja                   | 0     | 1      | 0    | 1     |
| 10      | Ukraina                  | 0     | 1      | 0    | 1     |
| 15      | Indie                    | 0     | 0      | 3    | 3     |
| 16      | Australia                | 0     | 0      | 1    | 1     |
| 16      | Chińskie Tajpej          | 0     | 0      | 1    | 1     |
| 16      | Chorwacja                | 0     | 0      | 1    | 1     |
| 16      | Węgry                    | 0     | 0      | 1    | 1     |
| 16      | Kazachstan               | 0     | 0      | 1    | 1     |
| ------- | ------------------------ | ----- | ------ | ---- | ----- |